# Łużek (rejon brasławski)
Łużek – dawna osada. Tereny, na których była położona, leżą obecnie na Białorusi Białorusi, w obwodzie witebskim, w rejonie brasławskim, w sielsowiecie Opsa.
Nazwa dawniej używana to Łuże.

## Historia
W czasach zaborów ówczesna zaścianek leżał w granicach Imperium Rosyjskiego. W 1921 leśniczówka a w 1938 osada.
W latach 1921–1945 miejscowość leżała w Polsce, w województwie nowogródzkim (od 1926 w województwie wileńskim), w powiecie brasławskim, w gminie Opsa.
Według Powszechnego Spisu Ludności z 1921 roku zamieszkiwało tu 7 osób, wszystkie były wyznania rzymskokatolickiego i zadeklarowali polską przynależność narodową. Był tu 1 budynek mieszkalny. W 1931 w 1 domu zamieszkiwało 6 osób.
Wierni należeli do parafii rzymskokatolickiej w Opsie.Miejscowość podlegała pod Sąd Grodzki w Opsie i Okręgowy w Wilnie; właściwy urząd pocztowy mieścił się w Opsie.